# Probudjennea, Djankoi
Probudjennea (în ucraineană Пробудження) este un sat în comuna Luhanske din raionul Djankoi, Republica Autonomă Crimeea, Ucraina.

## Demografie
Componența lingvistică a localității Probudjennea
     Tătară crimeeană (61,82%)
     Rusă (34,55%)
     Ucraineană (3,64%)
Conform recensământului din 2001, majoritatea populației localității Probudjennea era vorbitoare de tătară crimeeană (61,82%), existând în minoritate și vorbitori de rusă (34,55%) și ucraineană (3,64%).